# Bella Davídovich
Bella Mijáilovna Davidóvich (Бе́лла Миха́йловна Давидо́вич) (Bakú, 16 de julio de 1928) es una pianista nacida en Azerbaiyán, nacionalizada estadounidense.

## Biografía
Davidóvich nació en Bakú en una familia de músicos, y empezó a estudiar piano a los seis años. Tres años después actuó como solista con el Concierto para piano nº 1 de Beethoven. En 1939, se trasladó a Moscú para proseguir con su educación musical. A los 18 años entró en el Conservatorio de Moscú, donde estudió con Konstantín Igúmnov y Yákov Flier. En 1949, compartió el primer premio del Concurso Internacional de Piano Frédéric Chopin con Halina Czerny-Stefańska. Esto la lanzó a una exitosa carrera en la Unión Soviética y Europa del Este.